# Bart Steenbeek
Bart Steenbeek (1971) is een Nederlands acteur en stemacteur. Hij speelde naast Lex Goudsmit de hoofdrol in de televisieserie Thomas en Senior en de speelfilm Thomas en Senior op het spoor van Brute Berend, beide geregisseerd door Karst van der Meulen.

## Biografie
Nadat de eerste keus van regisseur Karst van der Meulen zich had teruggetrokken was hij op zoek naar een nieuwe acteur voor de rol van Thomas. Hij nodigde de toen nog twaalfjarige Bart Steenbeek uit en na twee screentests werd hij geselecteerd voor de rol. De opnames voor de film en serie, die om kosten te besparen tegelijkertijd werden opgenomen, vonden plaats tussen juli en oktober 1984. Steenbeek begon dat schooljaar in de brugklas en kreeg op de set tussen de opnames door les van een privédocent.
Een bezoek aan een opnamestudio leverde Steenbeek een auditie op voor de Nederlandse stem van Ivan in Pudding Tarzan van Søren Kragh-Jacobsen. Hij kreeg de rol en speelde tijdens de opnames samen met regisseur Arnold Gelderman, die zelf een dubbelrol voor rekening nam. De film ging in mei 1986 in première in de bioscoop. 
Steenbeek had ook een rol in het NOT schooltelevisieprogramma Ik zoek, ik zoek een kinderboek. Hij was in vier afleveringen te zien.